# Zwentendorf an der Donau
Zwentendorf an der Donau é um município da Áustria localizado no distrito de Tulln, no estado de Baixa Áustria.